# 어퍼리버구

어퍼리버구

어퍼리버구(Upper River Division)는 감비아의 구로 행정 중심지는 바세산타수이며 면적은 2,070km2, 인구는 198,773명(2010년 기준)이다. 4개 군(동풀라두군, 칸토라군, 산두군, 울리군)을 관할한다.
서쪽으로는 센트럴리버구와 접하고 있고 북쪽과 동쪽, 남쪽으로는 세네갈과 국경을 접한다. 구 동쪽부터 서쪽까지 감비아강이 흐른다.